# Hilda
Hilda – imię żeńskie pochodzenia germańskiego wywodzące się od słowa hild – walka. 
Często bywa zdrobnieniem od imienia Hildegarda, nie jest jednak tożsame z tym imieniem. Odpowiednikiem w języku węgierskim jest Ildikó, w rosyjskim Gilda (Гильда). 
Hilda imieniny obchodzi 12 stycznia.

## Znane osoby
- Hilda z Whitby – święta katolicka i anglikańska
- Hilda Doolittle – poetka amerykańska